# Joachim Fritsche
Joachim Fritsche (ur. 28 października 1951 w Delitzsch) – piłkarz niemiecki grający na pozycji bocznego obrońcy.

## Kariera klubowa
Fritsche urodził się w mieście Delitzsch. Karierę piłkarską rozpoczął w tamtejszym klubie BSG Traktor Delitzsch, w którym rozpoczął treningi w 1962 roku. W 1968 roku odszedł do Lokomotive Lipsk i w jego barwach zadebiutował w 1970 roku w rozgrywkach pierwszej ligi NRD. Od czasu debiutu był podstawowym zawodnikiem zespołu. Swój pierwszy znaczący sukces w klubowej karierze odniósł w 1974 roku, gdy z Lokomotive dotarł do półfinału Pucharu UEFA. Zespół z NRD odpadł wówczas po dwóch porażkach 1:2 i 0:2 z Tottenhamem Hotspur. Z kolei w 1976 roku drużyna z Lipska zdobyła Puchar NRD, dzięki zwycięstwu 3:0 w finale nad FC Vorwärts Frankfurt. W 1981 roku powtórzyła to osiągnięcie ponownie pokonując w finale Vorwärts, tym razem 4:1. W latach 1970, 1973 i 1977 Fritsche także występował w finale krajowego pucharu, jednak Lokomotive te mecze przegrywał. Do 1981 roku Fritsche rozegrał dla tej drużyny 245 ligowych meczów, w których zdobył 24 gole. W 1981 roku odszedł do Chemie Lipsk i przez trzy lata występował na boiskach drugiej ligi. W latach 1985–1987 był zawodnikiem Chemie Markkleeburg i w jego barwach zakończył sportową karierę.
| Sezon   | Klub             | Kraj | Rozgrywki    | Mecze | Bramki |
| ------- | ---------------- | ---- | ------------ | ----- | ------ |
| 1970/71 | Lokomotive Lipsk | NRD  | DDR-Oberliga | 26    | 3      |
| 1971/72 | Lokomotive Lipsk | NRD  | DDR-Oberliga | 25    | 1      |
| 1972/73 | Lokomotive Lipsk | NRD  | DDR-Oberliga | 26    | 3      |
| 1973/74 | Lokomotive Lipsk | NRD  | DDR-Oberliga | 19    | 2      |
| 1974/75 | Lokomotive Lipsk | NRD  | DDR-Oberliga | 22    | 2      |
| 1975/76 | Lokomotive Lipsk | NRD  | DDR-Oberliga | 24    | 3      |
| 1976/77 | Lokomotive Lipsk | NRD  | DDR-Oberliga | 19    | 1      |
| 1977/78 | Lokomotive Lipsk | NRD  | DDR-Oberliga | 20    | 3      |
| 1978/79 | Lokomotive Lipsk | NRD  | DDR-Oberliga | 23    | 1      |
| 1979/80 | Lokomotive Lipsk | NRD  | DDR-Oberliga | 17    | 2      |
| 1980/81 | Lokomotive Lipsk | NRD  | DDR-Oberliga | 21    | 3      |
| 1981/82 | Lokomotive Lipsk | NRD  | DDR-Oberliga | 3     | 0      |
| 1982/83 | Chemie Lipsk     | NRD  | DDR-Liga     | ?     | ?      |
| 1983/84 | Chemie Lipsk     | NRD  | DDR-Liga     | ?     | ?      |
| 1984/85 | Chemie Lipsk     | NRD  | DDR-Liga     | ?     | ?      |

## Kariera reprezentacyjna
W reprezentacji NRD Fritsche zadebiutował 26 września 1973 roku w wygranym 2:0 spotkaniu z Rumunią. W 1974 roku został powołany przez selekcjonera Georga Buschnera do kadry na Mistrzostwa Świata w RFN, jedyny mundial na którym uczestniczyła kadra NRD. Tam Fritsche był rezerwowym i nie rozegrał żadnego spotkania. Ostatni mecz w reprezentacji rozegrał w lipcu 1977 roku ze Argentyną (0:2), a łącznie wystąpił w niej w 14 meczach.